# Come What(ever) May
Come What(ever) May – drugi album hardrockowego zespołu Stone Sour. Ukazał się 1 sierpnia 2006 roku nakładem holendersko/amerykańskiej wytwórni Roadrunner Records.
Na albumie nie usłyszymy pierwszego perkusisty zespołu Joela Ekmana, jego obowiązki przejął Roy Mayorga z zespołu Soulfly. Niedługo potem Mayorga został przyjęty do zespołu na stałe. 
Gra on we wszystkich piosenkach oprócz otwierającej album "30/30-150". W tej zastąpił go Shannon Larkin. W pierwszym tygodniu album sprzedał się w liczbie 80 tys. egzemplarzy.

## Lista utworów
1. "30/30-150" – 4:18
2. "Come What(ever) May" – 3:39
3. "Hell & Consequences" – 3:31
4. "Sillyworld" – 4:08
5. "Made Of Scars" – 3:23
6. "Reborn" – 3:13
7. "Your God" – 4:43
8. "Through Glass" – 4:42
9. "Socio" – 3:20
10. "1st Person" – 4:01
11. "Cardiff" – 4:42
12. "Zzyzx Rd." – 5:16

Wersja specjalna rozszerzona jest dodatkowo o utwory:
1. "Suffer" – 3:51
2. "Fruitcake" – 4:01
3. "The Day I Let Go" – 5:07
4. "Freeze Dry Seal" – 2:45
5. "Wicked Game" (Chris Isaac cover) – 4:28
6. "The Frozen" – 3:06

Oraz zawiera DVD z zapisem koncertu w Moskwie i trzema teledyskami zespoły.
Videos:
1. "30/30-150"
2. "Through Glass"
3. "Sillyworld"

Live in Moscow:
1. "30/30-150"
2. "Orchids"
3. "Take A Number"
4. "Reborn"
5. "Your God"
6. "Inhale"
7. "Come What(ever) May"
8. "Bother"
9. "Through Glass"
10. "Blotter"
11. "Hell & Consequences"
12. "Get Inside"

## Twórcy
Źródło.
| - Corey Taylor – gitara, śpiew - James Root – gitara - Josh Rand – gitara - Shawn Economaki – gitara basowa - Roy Mayorga – perkusja - Rami Jaffee – gościnnie fortepian - Shannon Larkin – gościnnie perkusja - Paul Fig – inżynieria dźwięku - John Lousteau – inżynieria dźwięku | - Mike Terry – inżynieria dźwięku - Nick Raskulinecz – produkcja muzyczna, inżynieria dźwięku - Randy Staub – miksowanie, inżynieria dźwięku - John Nicholson – obsługa techniczna perkusji - Ted Jensen – mastering - Chapman Baehler – zdjęcia - Monte Conner – A&R - Hugh Syme – ilustracje, dizajn |